# Curimopsis ganglbaueri
Curimopsis ganglbaueri là một loài bọ cánh cứng trong họ Byrrhidae. Loài này được Plavilshikov miêu tả khoa học năm 1924.